# Džuniči Inamoto
Džuniči Inamoto (japonsko 稲本 潤一), japonski nogometaš, 18. september 1979, Osaka, Japonska.
Za japonsko reprezentanco je odigral 82 uradnih tekem in dosegel 5 golov.